# Club Deportivo Universidad de San Martín de Porres
Club Deportivo Universidad de San Martín de Porres är en sportklubb från Lima, Peru. Klubben grundades 2004 av Universidad de San Martín de Porres med fotboll och volleyboll på programmet. När klubben bildades 2004 som ett aktiebolag var den först med detta i Peru. Fotbollslaget deltog första året i högsta divisionen efter att ha köpt Club Sport Coopsols plats, som precis hade gått upp. De blev peruanska mästare 2007 och 2008. 
Damlaget i volleyboll har blivit peruanska mästare fem gånger (2013/2014, 2014/2015, 2015/2016, 2017/2018 och 2018/2019).